# Tourisme au Nigeria

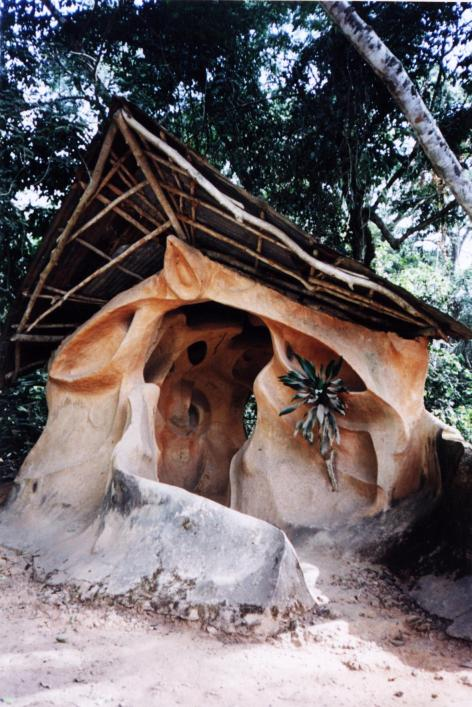
Temple dédié à la déesse Yoruba Oshun à Osun-Oshogbo, attraction pour les pèlerins et les touristes

Le tourisme au Nigeria est un secteur d'activité économique important du pays. 
Les attractions touristiques sont centrées sur des activités en lien avec la population locale, en raison de la grande quantité de groupes ethniques du pays, mais comprennent également les forêts tropicales, la savane, les cascades et, plus généralement, profitent de la richesse naturelle du pays. Le tourisme peut également s'appuyer sur les apports culturels des espaces urbains. 
Les touristes ont dépensé 2,6 milliards de dollars au Nigeria en 2015. Ce montant tombe à 1,5 milliard de dollars américains en 2017, principalement en raison de la montée de l'insurrection de Boko Haram à partir de 2015.

## Tourisme urbain
La capitale, Abuja, abrite plusieurs parcs et espaces verts, le plus grand étant le Millennium Park. Il est conçu par l'architecte Manfredi Nicoletti et officiellement inauguré par Élisabeth II du Royaume-Uni en décembre 2003. Un autre parc est situé à Lifecamp Gwarimpa, près de la résidence du ministre du Territoire de la capitale fédérale. Le parc est situé sur une colline légèrement surélevée qui contient des installations sportives comme des terrains de basket-ball et de badminton. Il existe aussi un parc de la ville, situé dans « wuse 2 » et abrite de nombreuses attractions extérieures et intérieures telles qu'un cinéma 4D, un astroturf, un terrain de tennis sur gazon, une arène de paintball et un grand nombre de restaurants.
Lagos, à la suite du projet de modernisation réalisé par l'administration précédente du gouverneur Babatunde Fashola, devient progressivement une destination touristique majeure, étant l'une des plus grandes villes d'Afrique et du monde. Lagos prend actuellement des mesures pour devenir une ville mondiale. Le carnaval d'Eyo 2009 (un festival annuel originaire d'Iperu Remo, dans l'État d'Ogun), qui a lieu le 25 avril, est une étape vers le statut de ville mondiale. Actuellement, Lagos est principalement connue comme une communauté axée sur les affaires et au rythme rapide.
Lagos est devenue un haut lieu de l'identité culturelle africaine et « noire ». De nombreux festivals ont lieu à Lagos ; ils varient en styles et en offre musicale et culturelle et peuvent avoir lieu à différents mois. On trouve ainsi le festival de Festac Food Fair, le carnaval d'Eyo, le Carnaval de l'Héritage Noir de Lagos, le Carnaval de Lagos, le festival de cinéma d'Eyo, etc. Les Lagos Jazz Series sont un festival de musique mettant l'accent sur le jazz. Créé en 2010, cet événement populaire se déroule sur une période de 3 à 5 jours dans des sites extérieurs sélectionnés de haute qualité. La musique est aussi variée que le public lui-même et propose un mélange varié de genres musicaux allant du RnB à la soul, en passant par l'afrobeat, le hip hop, le bebop et le jazz traditionnel. Les festivals proposent pour la plupart des performances dansées et chantées.
Lagos possède un certain nombre de plages de sable au bord de l'océan Atlantique, notamment la plage d'Elegushi et la plage Alpha. Lagos possède également un certain nombre de stations balnéaires privées, dont Inagbe Grand Beach Resort et plusieurs autres dans la périphérie.
Lagos possède une grande variété d'hôtels, allant des hôtels trois étoiles aux cinq étoiles, avec un mélange d'hôtels locaux tels que Eko Hotels and Suites, Federal Palace Hotel et de franchises de chaînes multinationales telles que Intercontinental Hotel, Sheraton et Four Points by Hilton. D'autres lieux d'intérêt existent dans la ville, comme la place Tafawa Balewa, la ville de Festac, la galerie d'art Nike, le parc de la Liberté et la Cathédrale du Christ de Lagos.

## Tourisme régional et rural
Obudu Mountain Resort est un ranch et une station balnéaire sur le plateau d'Obudu dans l'État de Cross River. Il est construit en 1951 par un éleveur d'origine écossaise, McCaughley, qui explore les montagnes pour la première fois en 1949. Il campe au sommet de la crête d'Oshie dans les montagnes de Sankwala pendant un mois avant de revenir avec Hugh Jones, un autre éleveur, en 1951. En collaboration avec le Dr Crawfeild, ils développe le Obudu Cattle Ranch.
Depuis 2005, un téléphérique grimpant à 870 m de hauteur, au sommet du plateau offre aux visiteurs une vue panoramique tout en contournant la route extrêmement sinueuse menant au sommet. Le complexe se trouve sur le plateau d'Obudu, près de la frontière camerounaise dans la partie nord-est de l'État de Cross River, à environ 110 kilomètres à l'est de la ville d'Ogoja et 65 km de la ville d'Obudu dans la zone de gouvernement local d'Obanliku de l'État de Cross River. Il se trouve à environ 30 minutes en voiture de la ville d'Obudu et à environ 330 km en voiture de Calabar, la capitale de l'État de Cross River. Un service aérien charter est disponible pour l'aéroport de Bebi, qui se situe entre le village d'Obudu et le complexe.
En outre, la plage d'Ibeno est l'une des plus belles plages du pays et la plus longue plage de sable littorale du Nigeria et de l'Afrique de l'Ouest. Elle est située à Jamestown dans l'État d'Akwa Ibom. La ville porterait le nom du gouvernement local où elle se trouve. Selon les historiens, la plage est l'une des plus anciennes plages du Nigeria.

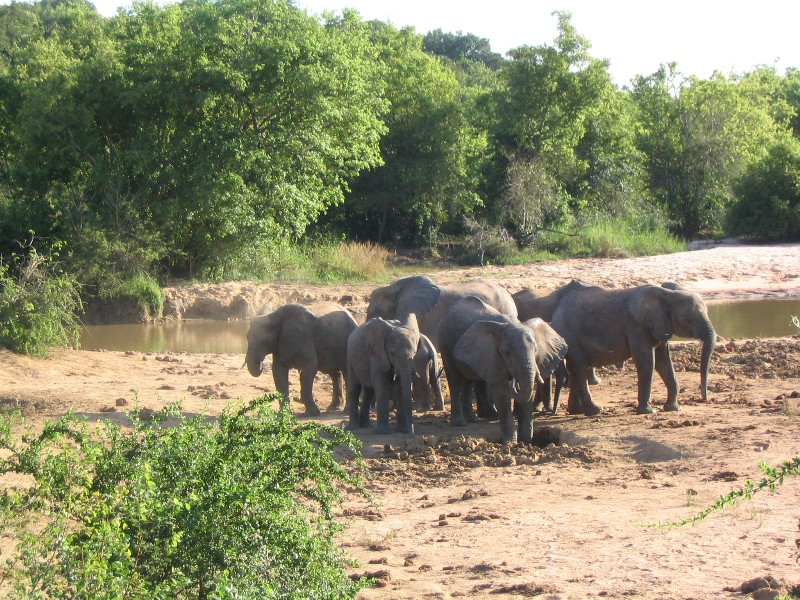
Éléphants de brousse d'Afrique dans le parc national de Yankari, dans l'État de Bauchi

Le pays compte également un grand nombre de parcs nationaux, qui constituent à la fois une réserve de biodiversité et un atout touristique important. Il est possible d'y observer la faune sauvage, qui comprend éléphants, hippopotames, lions et une grande diversité de singes. 
Les parcs de Gashaka Gumti, le plus grand, avec une superficie de 6 731 km2, mais aussi de Kainji, de Cross River, etc., couvrent une surface qui équivaut à 3 % de celle du pays.

## Réglementation, sensibilisation et promotion
L'industrie du tourisme est réglementée par le Ministère fédéral de l'information et de l'orientation nationale (Nigéria).

Dans une tentative de mettre en avant le secteur touristique du pays, un concours de beauté, appelé « Miss Tourisme Nigeria », est créé en 2004[réf. souhaitée]. Les gagnantes en 2004 et 2006 sont respectivement, Shirley Aghotse et Gloria Zirigbe. En 2017, Enuanwa Blessing est couronnée.

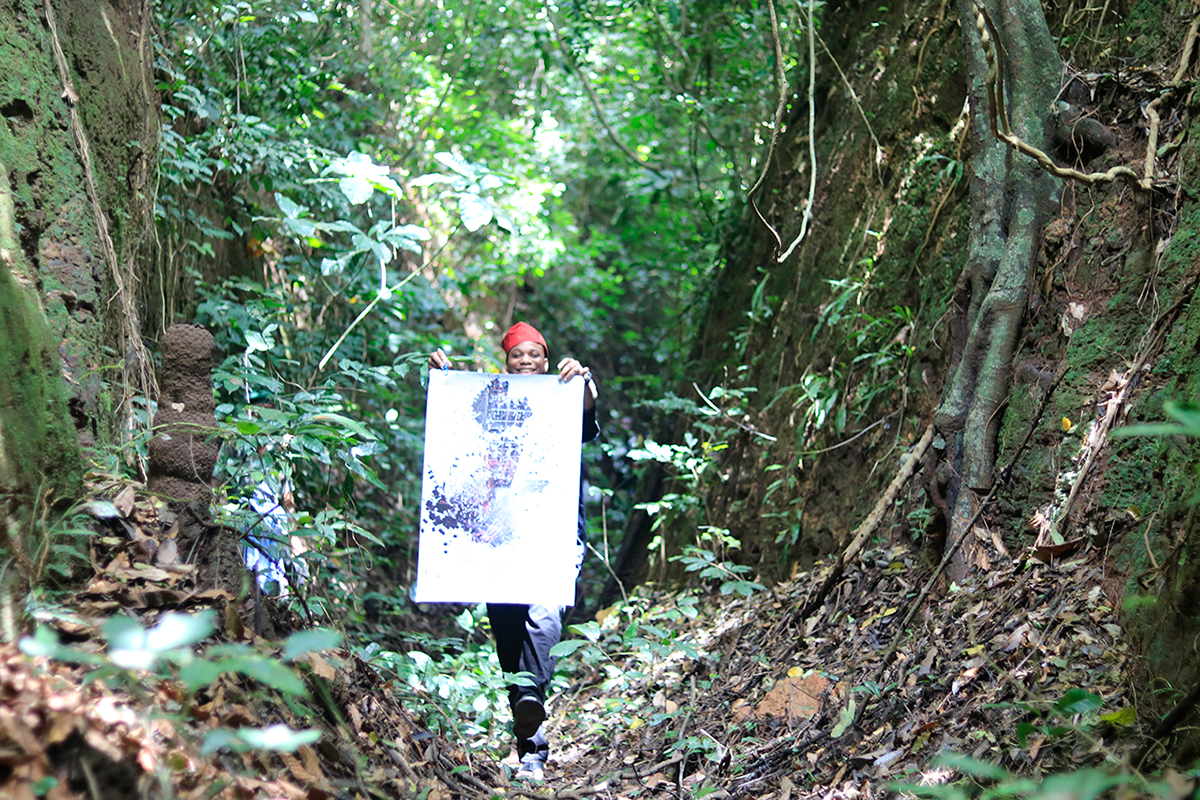
Le chercheur Ade Olufeko devant l'Eredo de Sungbo en 2017

En 2017, les recherches d'Ade Olufeko sur le design et ses intersections avec l'anthropologie le conduisent à explorer l'intérieur de l'Eredo de Sungbo, faisant réémerger le rempart en tant qu'élément important du patrimoine nigérian.